# Catasetum purum
Catasetum purum es una especie de orquídea epifita, originaria de Brasil.

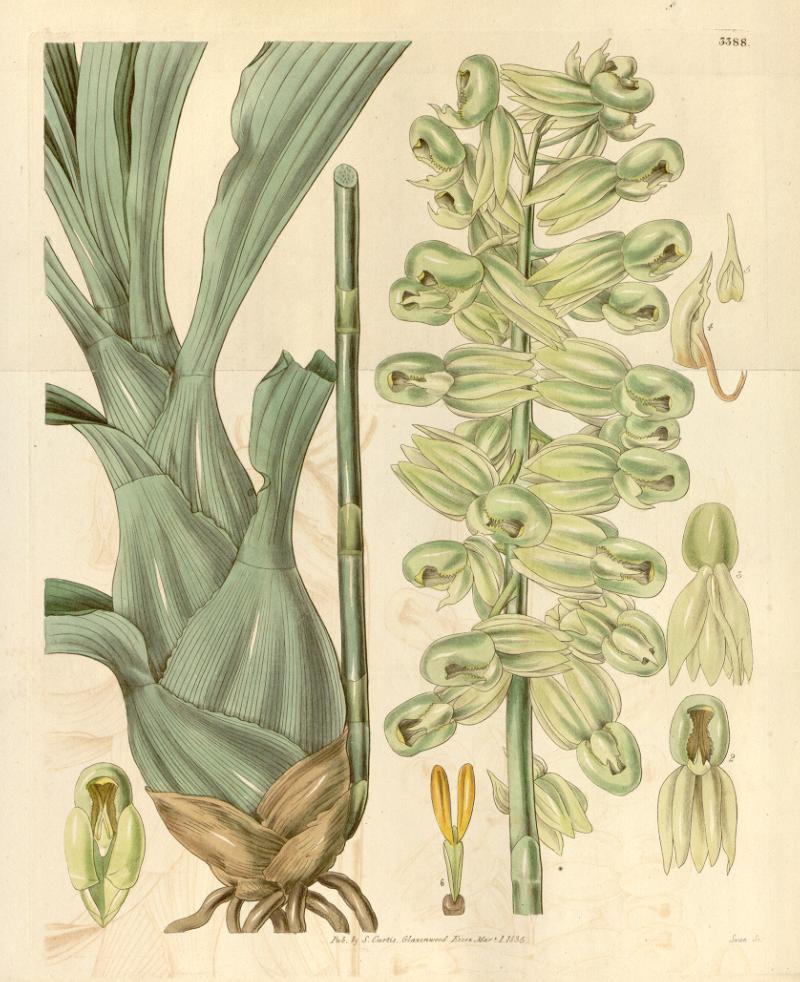
Ilustración

## Descripción
Es una especie de orquídea de gran tamaño que prefiere el clima templado a cálido, es epífita con pseudobulbos fusiformes a subcónicos que se convierten en sulcados con la edad y hojas de color verde medio, oblanceoladas. Florece en una inflorescencia basal, erecta, 45 cm de largo, racemosa, con varias flores varias que apacecen desde un pseudobulbo maduro. Con flores fragantes que se producen en verano.

## Distribución y hábitat
Se encuentra en Brasil  en condiciones muy secas , donde crecen en los árboles muertos.

## Taxonomía
Catasetum purum fue descrito por Nees & Sinning y publicado en Plantarum, in Horto Medico Bonnensi Nutritarum, Icones Selectae 1: 1. 1787.
Etimología
Ver: Catasetum
purum: epíteto latino 
Sinonimia
- Catachaetum purum Nees & Sinning Hoffmans.
- Catachaetum semiaptertum Hoffmans.;
- Catasetum immaculatum hort. Ex Planch.;
- Catasetum inapterum Steud. 1840;
- Catasetum semiapterum Hook. 1827[1][3]